# Haliclona amboinensis
Haliclona amboinensis är en svampdjursart som först beskrevs av Claude Lévi 1961.  Haliclona amboinensis ingår i släktet Haliclona och familjen Chalinidae. Inga underarter finns listade i Catalogue of Life.